# Panacanthus
Panacanthus is een geslacht van rechtvleugeligen uit de familie sabelsprinkhanen (Tettigoniidae). De wetenschappelijke naam van dit geslacht is voor het eerst geldig gepubliceerd in 1869 door Walker.

## Soorten
Het geslacht Panacanthus omvat de volgende soorten:
- Panacanthus cuspidatus Bolívar, 1881
- Panacanthus gibbosus Montealegre-Z. & Morris, 2004
- Panacanthus intensus Montealegre-Z. & Morris, 2004
- Panacanthus lacrimans Montealegre-Z. & Morris, 2004
- Panacanthus pallicornis Walker, 1869
- Panacanthus spinosus Redtenbacher, 1891
- Panacanthus varius Walker, 1869